# Acsinszk
Acsinszk (oroszul: Ачинск) város Oroszország ázsiai részén, a Krasznojarszki határterületen, az Acsinszki járás székhelye. A határterület harmadik legnagyobb lélekszámú városa, mely a 20. század eleji városkép egy részét is megőrizte. Jelentős nehézipari központ.
Népessége: 109 155 fő (a 2010. évi népszámláláskor).

## Elhelyezkedése
A Krasznojarszki határterület délnyugati részén, Krasznojarszktól 163 km-re nyugatra, a Csulim (az Ob mellékfolyója) jobb partján, a kis Acsinka folyó torkolatánál helyezkedik el. Az erdős sztyepp övezetben, a Kanszk-acsinszki-szénmedence nyugati részén fekszik.
Vasúti csomópont a transzszibériai vasútvonalon, melyről szárnyvonal vezet északra Leszoszibirszk felé és délre Abakan felé. A városon át vezet a „Szibéria” nevű R255-ös főút (oroszul: ).

## Éghajlata
Éghajlata szélsőségesen kontinentális. Az 1893–2013 közötti időszak átlagában a levegő középhőmérséklete januárban -16,9 °C, júliusban 18,3 °C. A legmagasabb hőmérséklet  
35,3 °C (1969. júniusban), a legalacsonyabb -46,5 °C (1966. decemberben) volt. A csapadék éves mennyisége 453 mm.
| Hónap                                        | Jan.  | Feb.  | Már.  | Ápr.  | Máj. | Jún. | Júl. | Aug. | Szep. | Okt.  | Nov.  | Dec.  | Év    |
| -------------------------------------------- | ----- | ----- | ----- | ----- | ---- | ---- | ---- | ---- | ----- | ----- | ----- | ----- | ----- |
| Rekord max. hőmérséklet (°C)                 | 4,2   | 6,0   | 16,5  | 27,3  | 34,8 | 34,6 | 34,4 | 33,3 | 30,7  | 23,0  | 13,8  | 6,1   | 34,8  |
| Átlagos max. hőmérséklet (°C)                | −11,8 | −8,8  | −1,1  | 7,2   | 16,3 | 22,2 | 24,4 | 21,5 | 14,4  | 5,6   | −4,1  | −9,4  | 6,5   |
| Átlaghőmérséklet (°C)                        | −15,2 | −12,7 | −5,4  | 2,5   | 10,7 | 16,7 | 19,1 | 16,4 | 9,8   | 2,2   | −7,3  | −12,8 | 2,1   |
| Átlagos min. hőmérséklet (°C)                | −18,6 | −16,5 | −9,7  | −2,2  | 5,0  | 11,1 | 13,8 | 11,3 | 5,3   | −1,3  | −10,5 | −16,3 | −2,3  |
| Rekord min. hőmérséklet (°C)                 | −44,8 | −41,0 | −30,1 | −25,1 | −8,5 | −1,0 | 2,3  | 0,5  | −7,9  | −21,5 | −37,2 | −41,3 | −44,8 |
| Átl. csapadékmennyiség (mm)                  | 18    | 12    | 15    | 27    | 39   | 60   | 65   | 67   | 49    | 41    | 34    | 28    | 453   |
| Forrás: meteolabs.ru: Ачинск погода и климат |       |       |       |       |      |      |      |      |       |       |       |       |       |

## Története

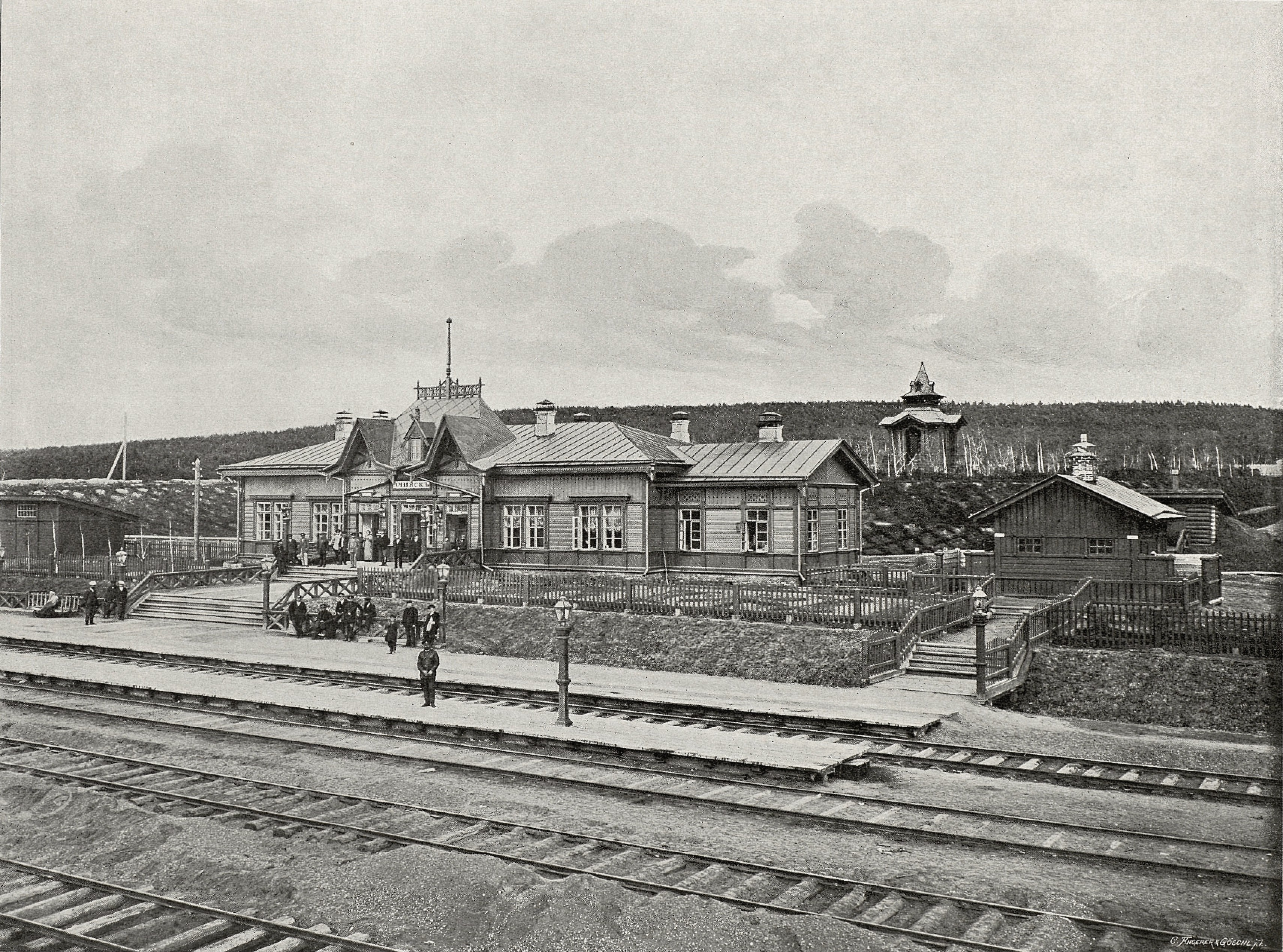
Acsinszk vasútállomása (1899)

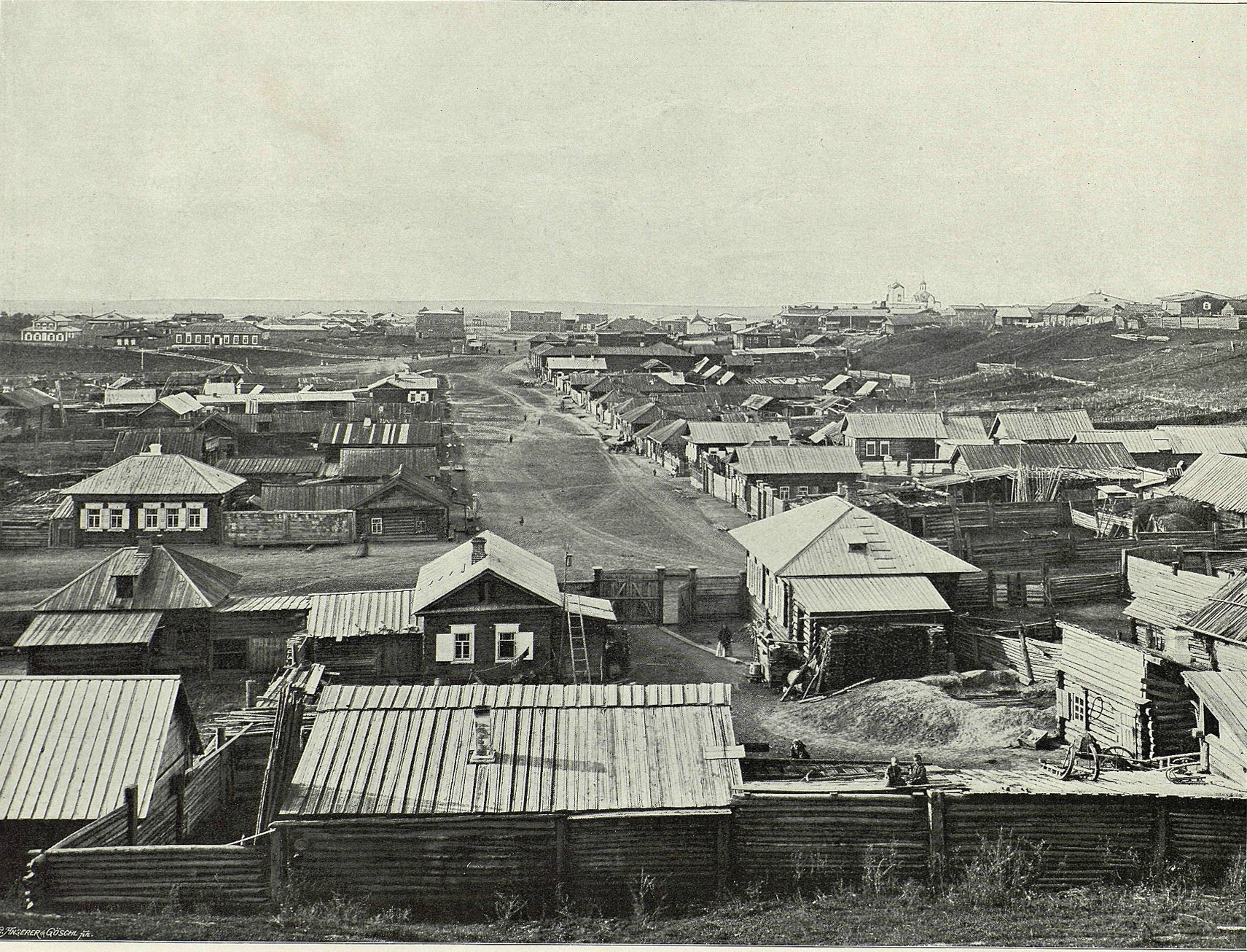
Acsinszk 1899-ben

A Csulim vidékén az első orosz cölöperődöt (osztrog) 1641-ben építették. Ezt később másik helyre szállították át, és miután a jenyiszeji kirgizek felégették, 1683-ban újabb osztrogot emeltek, amely hasonló sorsra jutott. 1710-ben épült az utolsó faerődítmény, nagyjából a mai város helyén, a Csulim partján, az Acsinka folyó torkolatánál. A folyónév és a település neve a tatár (vagy türk) acsi népcsoport nevéből származik. Daniel Gottlieb Messerschmidt német botanikus, Szibéria első tudományos kutatója 1722-ben erre utazott és rövid leírást adott az acsinszki osztrogról.
Az első itteni erődítmények feladata volt a jaszak (szibériai prémadó) beszedése és az orosz telepek megvédése a kirgizek támadásaitól. Az állandó katonai fenyegetés sokáig hátráltatta orosz népesség kialakulását. A kozákokat követő első orosz parasztcsaládok csak 1735 után érkeztek a vidékre. Döntő változást jelentett, hogy 1726-tól 1735-ig megépült a Szibériából Moszkvába vezető postaút (Сибирский тракт). A faerőd elvesztette katonai jelentőségét, és a Tomszk–Krasznojarszk útvonalon fekvő Csulim parti település fokozatosan a tranzitkereskedelem egyik központja lett.
Először 1782-től 1797-ig volt város, majd 1822-ben (a Jenyiszejszki kormányzóság megalapításakor) ismét városi rangot kapott. 1888-ban a városnak több mint 5000 lakosa volt, és a Csulimon már néhány gőzhajó (teher- és személyszállító) is közlekedett. A város történetének meghatározó eseménye volt, hogy a 19. század legvégén megépült a transzszibériai vasútvonal és a helyi vasútállomás. 1913-ban elkezdődött a dél felé vezető szárnyvonal építése, amit a háború miatt csak 1926-ra fejeztek be.
Az 1930-as évek nagy iparosítási hulláma a várost elkerülte, de 1955 után a hatalmas timföldgyár létesítése és üzembe állítása (1970) alapjaiban változtatta meg a város életét. Ez többek között a lélekszám gyors növekedését, a város- és lakásépítés felfutását, kommunális, oktatási és egészségügyi létesítmények alapítását jelentette, de a környezet állandó szennyezését is magával hozta. A városi autóbuszközlekedés az 1950-es évek közepén kezdődött, az első villamosvonal 1967-ben nyílt meg. A város közelében létesített kőolajfinomító újabb munkahelyeket teremtett, de a környezetszennyezést is tovább növelte.

## Gazdasága

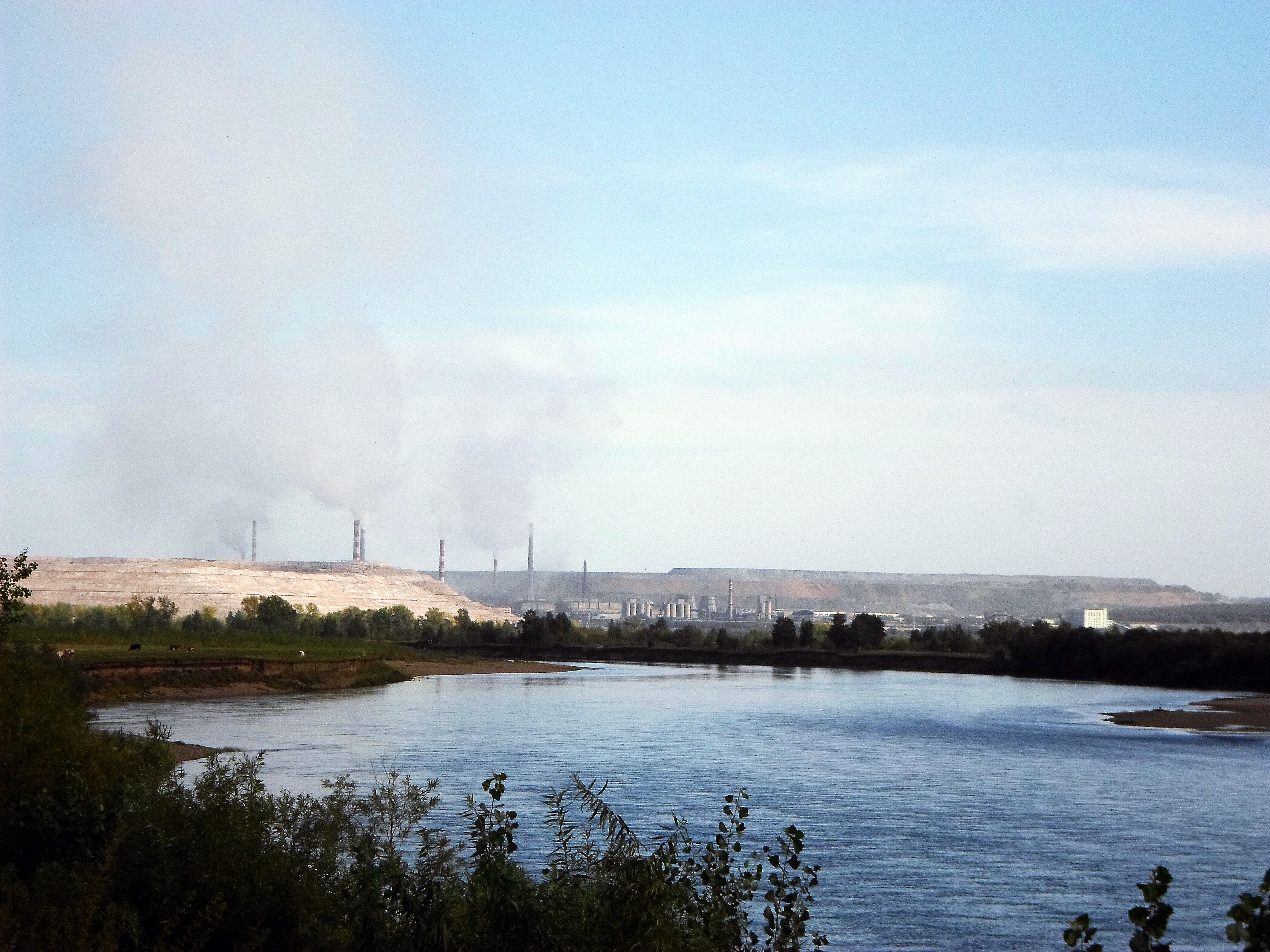
A távolban: Acsinszk timföldgyára

Acsinszk a Kanszk-acsinszki-szénmedence nyugat részén fekszik, környezetében több külszíni fejtés található. A bányászott barnaszenet főként a körzet – többek között Acsinszk – üzemeiben, hőerőműveiben hasznosítják. Gazdaságának meghatározó ágazata a timföldgyártás, a kőolajfeldolgozás,  a cementgyártás, valamint a vasúti csomópont működtetése. A körzetben barnaszénen kívül nefelint és mészkőt is bányásznak, mindkettő a timföldgyártás alapanyaga.
A város életét meghatározó iparvállalat a timföldgyár (Acsinszkij glinozjomnij kombinat). Acsinszk délnyugati peremén, több mint 3000 hektáron terül el, mindhárom villamosvonal ehhez a gyárhoz vezet. Létesítéséről a szovjet kormány 1955-ben döntött, 1970-ben kezdett termelni. 2000 óta a világ egyik legnagyobb aluminiumipari cégéhez, a RUSZAL-hoz tartozik (ОК РУСАЛ, Российский алюминий; United Company RUSAL, UC Rusal). Évi egymillió tonna timföldet és félmillió tonna szódát bocsát ki. A munkaképes lakosság jelentős részének munkahelye, kiszolgáló- és leányvállalataival együtt mintegy 7000 embernek ad munkahelyet. A kombinát része a 320 MW-os hőerőmű, mely a kombinát céljaira termel, de a város távfűtését és meleg víz ellátását is biztosítja. Az erőmű évi több mint kétmillió tonna barnaszenet használ fel. A kombinát (külön részlege) biztosítja a város ivóvízellátását is.
A timfölgyártáshoz kapcsolódó acsinszki cementgyár 1965-ben kezdett termelni. 2002-ben a termelést leállították, de 2007 óta ismét működik, és azóta jelentős fejlesztéseket hajtottak végre.
Az Acsinszki Kőolajfeldolgozó Gyárat (Ачинский нефтеперерабатывающий завод) nem közvetlenül a városban, hanem néhány km-rel északabbra, Bolsoj Uluj-i járásban létesítették. Tervezése 1968-ban, építése 1972-ben kezdődött, a termelés 1982 végén indult meg. A kőolajfinomító 1993-ban átalakult részvénytársasággá, 2007 óta a RoszNyefty olajholding része. Évi 7 millió tonna kőolajat dolgoz fel, és kb. százféle olajszármazékot állít elő, jelentős részben motorbenzint. Termékeinek zömét a belső (szibériai) piacon értékesíti.
Komoly gondokat okoz a nagyüzemek környezetszennyező működése: a levegő (a szálló por), a vizek, a talaj szennyezettsége.
A város 1934-ben alapított nagy malomipari üzeme (Ачинский зерноперерабатывающий комбинат), amely 2004-től egy agroholding része volt, 2015-ben csődbe jutott, 2017-ben kezdeményezték felszámolását.

## Szállítás, közlekedés

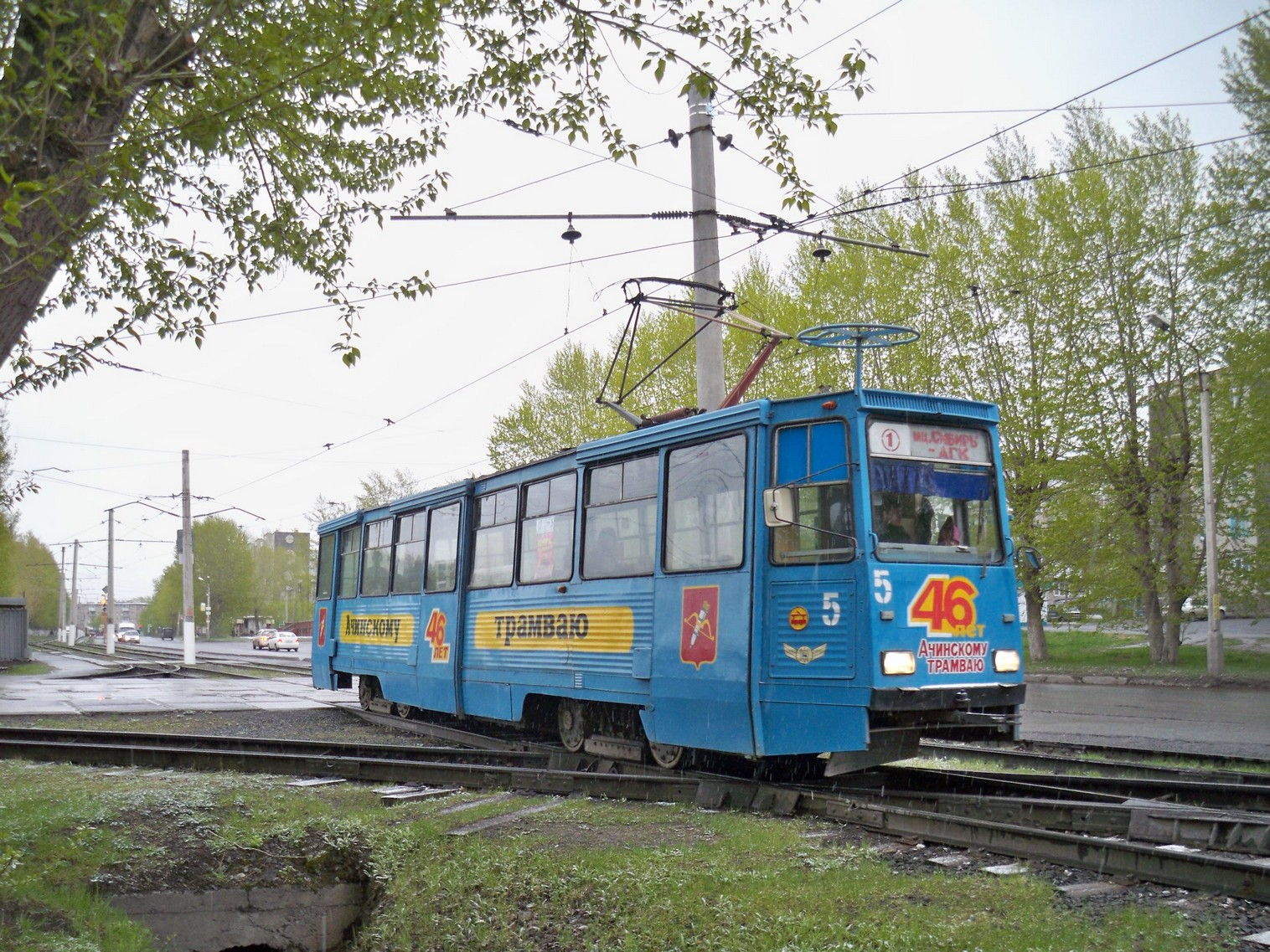
Acsinszki villamos (2013)

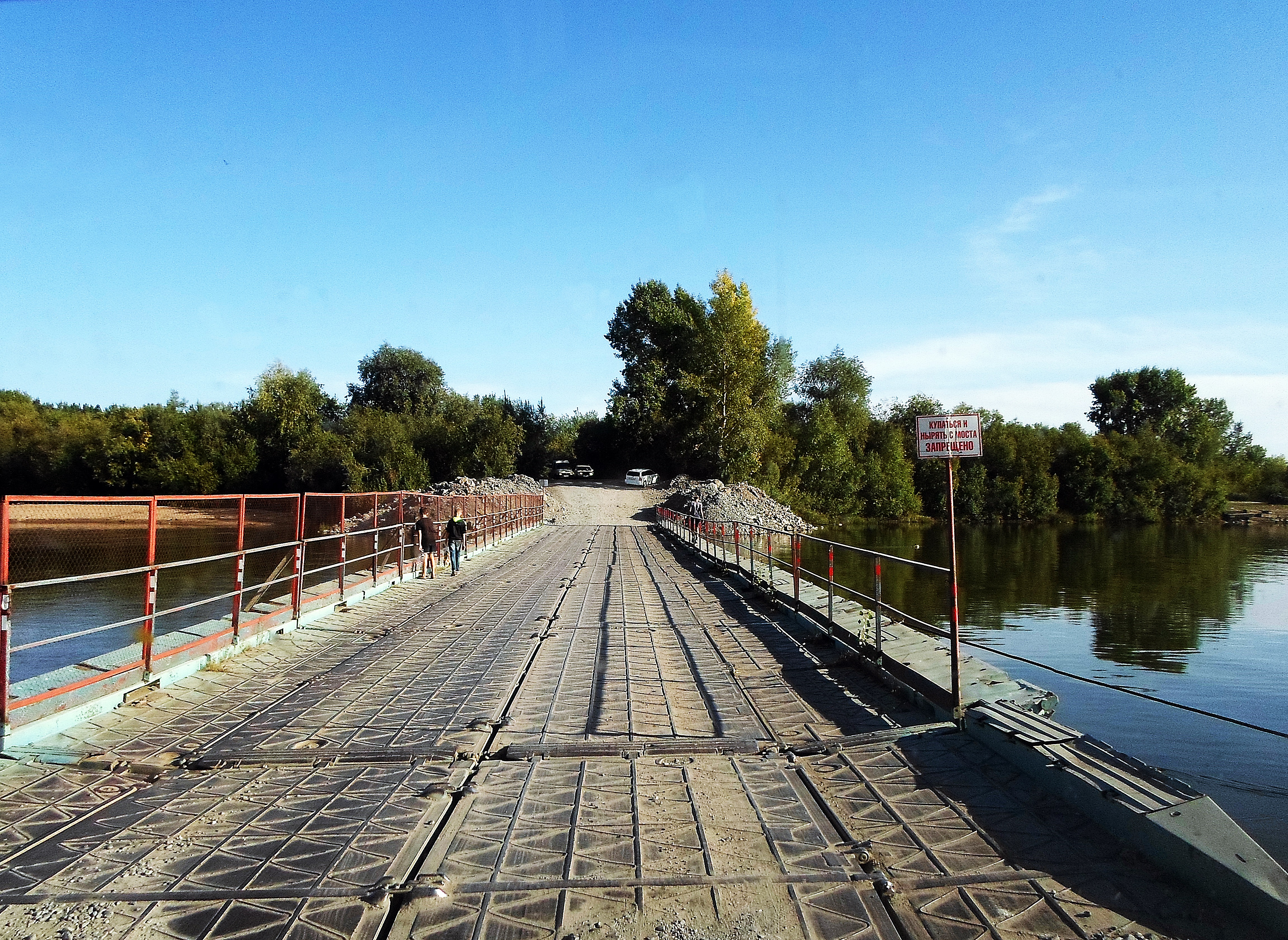
Pontonhíd Acsinszkban (2015)

Acsinszk vasúti csomópont a transzszibériai vasútvonalon. Állomásáról szárnyvonal vezet az északi Leszoszibirszkbe, a Jenyiszej-parti kikötővárosba és faipari központba; valamint dél felé Abakanba és Minuszinszkbe. Krasznojarszk irányában naponta több autóbusz- és vonatjárat (illetve HÉV, vagyis elektricska) közlekedik. A járási székhelyekre is menetrendszerű buszjáratok közlekednek.
A város repülőtere csak könnyebb gépek fogadására alkalmas. Elsősorban mezőgazdasági szállítási munkákat, megbízásokat vagy egészségügyi szolgáltatásokat végez. Menetrendszerű személyforgalma nincs (2019-ben).
Acsinszk – a városi autóbuszhálózat mellett – saját villamoshálózattal is rendelkezik, bár a kocsiparkja elöregedett. A három villamosvonal mindegyike elsősorban a timföldgyári dolgozók munkába járását szolgálja.
A Csulimon a városnak csak ideiglenes átkelőhelye van. A járás túlparti településeivel pontonhíd biztosítja az összeköttetést, melyet évente koranyáron összeállítanak és ősszel szétszerelnek. Télen a folyó vastag jegén jelölik ki az átkelőhelyet. Talán 2020-ban elkezdődik egy állandó híd építése, amely a várost elkerülő autóút része lesz.

## Városkép
Az állomás melletti lakótelep a szovjet korszak elavult technológiájával, házgyári elemekből készült. A városközpontban emelkednek a központi intézmények modernebb, többemeletes épületei. A régi városrész a vasútállomástól 3,5 km-re délre, dombon helyezkedik el, legmagasabb pontjáról rálátás nyílik a Csulim völgyére. A központtól lejtős utak vezetnek délre az Acsinka folyóhoz, azon túl régi házak lakónegyedei állnak, és ott van a város legnagyobb temploma is. Tovább dél felé többemeletes lakóépületek sorakoznak, mellettük az egykori kaszárnyák negyede látható.
Az orosz–japán háború háború után, 1907–1916 között Acsinszkban egyemeletes kaszárnyák egész sora épült, önálló városrészt alkotva. Építésükhöz külön téglagyárat alapítottak. A vidéki szibériai városokban szokatlan épületegyüttes jobb állapotú részeiben napjainkban lakások vannak, illetve katonai iskola működik, más részük lepusztult.

## Kultúra, látnivalók

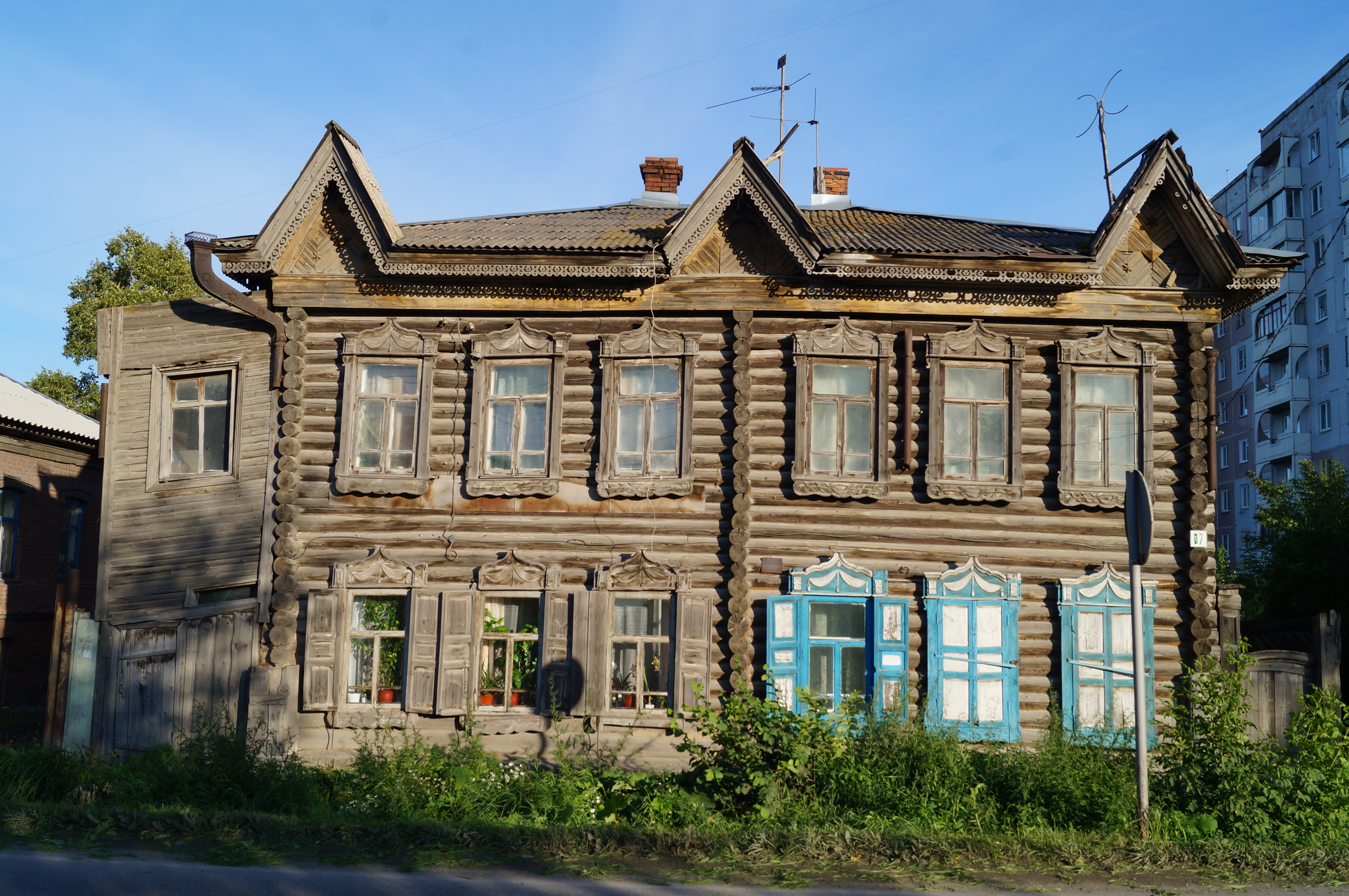
Gazdagon díszített faház Acsinszkban

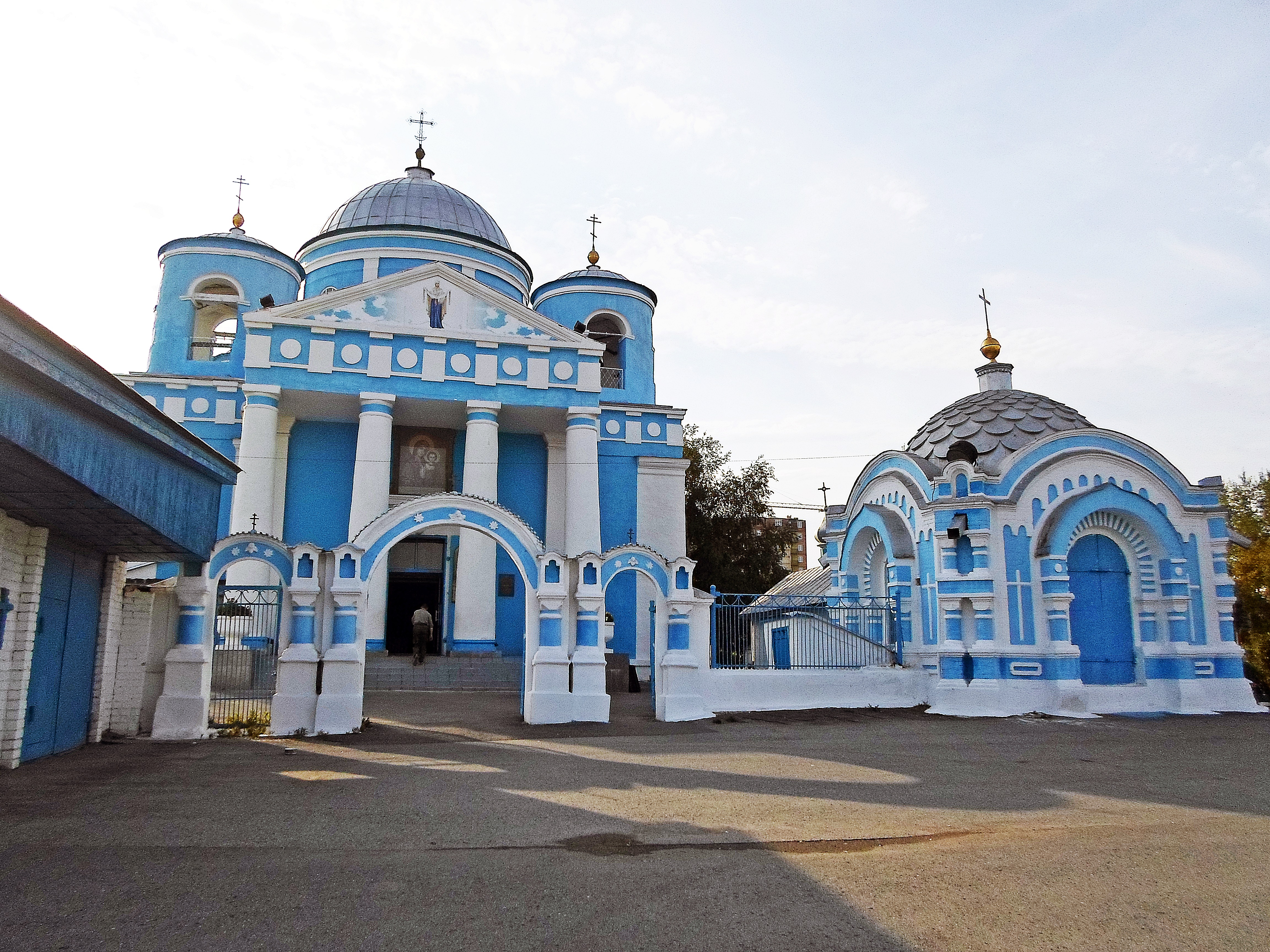
A Kazanyi Miasszonyunk-templom

Az acsinszki helytörténeti múzeum a Krasznojarszki határterület második legrégebbi múzeuma. 1883-ban a városvezetés támogatásával a helyi iskola tanára alapította; igaz, hogy a kis gyűjteményt a saját lakásán tartotta és néhány évvel később elköltözött a városból. Valójában csak az 1920-as években újították fel a gyűjtő- és bemutatói tevékenységet. Jelenlegi épülete egy helyi kereskedőcsalád 1898-ban téglából emelt egykori lakóházában kapott helyet. A múzeum őrzi és bemutatja a közép-szibériai táj és történelem emlékeit, viszonylag gazdag régészeti és néprajzi gyűjteménnyel is rendelkezik.
A város színházát (drámai színház) 1935-ben alapították. 1937-ben költöztették a jelenlegi, neoklasszicista stílusú épületbe, mely eredetileg a városi Társasági Gyűlés számára épült, 1920-tól pedig múzeum volt.
A városnak sok fa- és téglaépítésű műemlék jellegű háza van. Ezek részben az egykori kereskedőcsaládok főutcán álló, régóta felújításra váró díszes lakóházai. Megmentésükhöz sok pénzre lenne szükség, a felújításhoz szükséges összeget azonban a város önmaga nem tudja előteremteni. A földszintes vagy egyemeletes faházak némelyike megőrizte a hagyományos szibériai népi építészet faragott díszítőelemeit.
A város legrégebbi fennmaradt kőépülete és egyben műemléke a Kazáni Miasszonyunk-ikonnak szentelt ötkupolás templom. 1826-tól 1831-ig épült. 1940-ben bezárták, de nem rombolták le, hanem sokáig raktárnak használták. 1996 óta újra tartanak benne misét. A polgármester 2018 végi tájékoztatója szerint az épület igen rossz állapotban volt, a kupola teljes cseréje vált szükségessé. Az egykori zsinagóga épületében (1905–1907) a városi mentőállomás kapott helyet.